# لایکا دیجی‌لوکس ۱
لایکا دیجی‌لوکس ۱ (به انگلیسی: Leica Digilux 1) یک دوربین عکاسی ساخت شرکت لایکا است.